# Lucien Saliber
Lucien Saliber, né le  24 octobre 1951 à Saint-Pierre en Martinique, est un homme politique français. Il est le président de l'Assemblée de Martinique depuis le 2 juillet 2021.
Lucien Saliber est aussi conseiller municipal de Le Morne-Vert et conseiller à l'Assemblée de Martinique depuis 2021. Lors des élections territoriales de 2021 en Martinique, Lucien Saliber était sur la liste "Alians Matinik" conduite par Serge Letchimy, qui remporta la majorité absolue avec 26 sièges sur 51 à l'Assemblée de Martinique.
Lucien Saliber est également président de l'Office de l'Eau de la Martinique depuis 2021. 

## Biographie
Lucien Saliber est titulaire d'une maîtrise universitaire en sciences économiques obtenue à l’université des Antilles et de la Guyane et est diplômé de l’Institut technique des banques. Cadre de banque, il a été directeur d’agences du Crédit agricole en Martinique. Sur le plan sportif, Lucien Saliber a été joueur de football à l'Assaut de Saint-Pierre, à l'Effort du Morne-Vert et de l'équipe de Martinique de football.

## Parcours politique
- En 1994, il est candidat aux élections cantonales sur le canton du Carbet.
- Conseiller municipal de Le Morne-Vert de 2001 à 2008 puis depuis 2021.
- 1er adjoint au maire de Le Morne-Vert de 2008 à 2013.
- Maire de Le Morne-Vert de 2013 à 2021, réélu en 2014 puis en 2020 et démission le 1er juillet 2021.
- 11e vice président de CAP Nord Martinique de 2014 à 2020.
- 4e vice président de CAP Nord Martinique de 2020 à 2021.
- Conseiller à l’Assemblée de Martinique depuis 2021.
- Président de l'Assemblée de Martinique depuis le 2 juillet 2021[2].